# Aeroportul Kenema
Aeroportul Kenema (IATA: KEN, ICAO: GFKE) este un aeroport din Provincia Eastern, Sierra Leone, Sierra Leone ce deservește zona Kenema. A fost numit după zona deservită.
Situat la o altitudine de 148 m, aeroportul dispune de 1 pistă.

## Infrastructură

### Piste
Aeroportul dispune de o singură pistă. Pista are orientarea 04/22. 